# Vilonya, Veszprém
Vilonya  este un sat în districtul Várpalota, județul Veszprém, Ungaria, având o populație de 661 de locuitori (2011). 

## Demografie
Componența etnică a satului Vilonya
     Maghiari (96,81%)
     Romi (2,02%)
     Germani (1,18%)
Componența confesională a satului Vilonya
     Romano-catolici (35,4%)
     Reformați (17,55%)
     Fără religie (9,83%)
     Luterani (1,21%)
     Atei (1,21%)
     Necunoscută (34,8%)
Conform recensământului din 2011, satul Vilonya avea 661 de locuitori. Din punct de vedere etnic, majoritatea locuitorilor (96,81%) erau maghiari, existând și minorități de romi (2,02%) și germani (1,18%). Nu există o religie majoritară, locuitorii fiind romano-catolici (35,4%), reformați (17,55%), persoane fără religie (9,83%), atei (1,21%) și luterani (1,21%). Pentru 34,8% din locuitori nu este cunoscută apartenența confesională.